# Санний спорт на зимових Олімпійських іграх 1994
Змагання з санного спорту на зимових Олімпійських іграх 1994 тривали з 13 до 16 лютого на бобслейно-санній трасі в Ліллегаммері (Норвегія). Розіграно три комплекти нагород.

## Чемпіони та призери

### Таблиця медалей
| Місце              | Країна             | Золото | Срібло | Бронза | Загалом |
| ------------------ | ------------------ | ------ | ------ | ------ | ------- |
| 1                  | Італія             | 2      | 1      | 1      | 4       |
| 2                  | Німеччина          | 1      | 1      | 1      | 3       |
| 3                  | Австрія            | 0      | 1      | 1      | 2       |
| Загалом (3 збірні) | Загалом (3 збірні) | 3      | 3      | 3      | 9       |

### Дисципліни
| Дисципліна                | Золото                                   | Золото   | Срібло                                   | Срібло   | Бронза                                   | Бронза   |
| ------------------------- | ---------------------------------------- | -------- | ---------------------------------------- | -------- | ---------------------------------------- | -------- |
| Одномісні сани (чоловіки) | Ґеорґ Гакль · Німеччина                  | 3:21.571 | Маркус Прок · Австрія                    | 3:21.584 | Армін Цеггелер · Італія                  | 3:21.833 |
| Одномісні сани (чоловіки) | Герда Вайссенштайнер · Італія            | 3:15.517 | Зузі Ердман · Німеччина                  | 3:16.276 | Андреа Тагверкер · Австрія               | 3:16.652 |
| Двомісні сани             | Італія (ITA) Курт Бруґґер Вільфрід Губер | 1:36.720 | Італія (ITA) Гансєрґ Рафль Норберт Губер | 1:36.769 | Німеччина (GER) Штефан Краусе Ян Берендт | 1:36.945 |

## Країни-учасниці
У змаганнях з санного спорту на Олімпійських іграх у Ліллегаммері взяли участь спортсмени 25-ти країн. Боснія і Герцеговина, Естонія, Грузія, Греція, Росія, Словаччина і Україна дебютували в цьому виді програми.
- Австралія (1)
- Австрія (8)
- Бермудські Острови (1)
- Боснія і Герцеговина (2)
- Болгарія (2)
- Канада (2)
- Естонія (1)
- Велика Британія (1)
- Грузія (2)
- Німеччина (10)
- Греція (2)
- Віргінські Острови (2)
- Італія (8)
- Японія (3)
- Латвія (8)
- Ліхтенштейн (1)
- Норвегія (3)
- Польща (2)
- Румунія (4)
- Росія (8)
- Швейцарія (1)
- Словаччина (1)
- Швеція (5)
- Україна (3)
- США (10)